# Primera División 1919 (Argentinië)
In 1919 werd het 28ste seizoen gespeeld van de Primera División, de hoogste voetbaldivisie van Argentinië. Tijdens het seizoen kwam het tot enenigheden waardoor dertien clubs de competitie verlieten en hun eigen competitie oprichtten van de AAmF. De overgebleven clubs speelden verder in het kampioenschap van de AAF.
Boca Juniors werd kampioen van de AAF en Racing Club van de AAmF. 

## Eindstand

### AAF
| Plaats | Club                    | Wed. | W | G | V | Saldo | Ptn. |
| ------ | ----------------------- | ---- | - | - | - | ----- | ---- |
| 1º     | CA Boca Juniors         | 7    | 7 | 0 | 0 | 27:5  | 14   |
| 2º     | Estudiantes de La Plata | 8    | 3 | 1 | 4 | 10:7  | 7    |
| 3º     | CA Huracán              | 5    | 2 | 0 | 3 | 3:11  | 4    |
| 4º     | Eureka                  | 4    | 1 | 1 | 2 | 5:6   | 3    |
| 5º     | Sportivo de Almagro     | 4    | 1 | 1 | 2 | 3:8   | 3    |
| 6º     | CA Porteño              | 6    | 1 | 1 | 4 | 5:16  | 3    |

|  | Kampioen |

#### Topschutter
| Speler              | Speler           | Goals | Club         |
| ------------------- | ---------------- | ----- | ------------ |
| Vlag van Argentinië | Alfredo Garasini | 6     | Boca Juniors |
| Vlag van Argentinië | Alfredo Martín   | 6     | Boca Juniors |

### AAmF
| Plaats | Club                        | Wed. | W  | G | V  | Saldo | Ptn. |
| ------ | --------------------------- | ---- | -- | - | -- | ----- | ---- |
| 1º     | Racing Club de Avellaneda   | 13   | 13 | 0 | 0  | 43:10 | 26   |
| 2º     | CA Vélez Sarsfield          | 13   | 9  | 2 | 2  | 21:8  | 20   |
| 3º     | CA River Plate              | 13   | 6  | 4 | 3  | 16:11 | 16   |
| 4º     | Defensores de Belgrano      | 13   | 6  | 4 | 3  | 20:18 | 16   |
| 5º     | CA Atlanta                  | 13   | 6  | 2 | 5  | 17:14 | 14   |
| 6º     | CA San Lorenzo de Almagro   | 13   | 5  | 3 | 5  | 22:20 | 13   |
| 7º     | Gimnasia y Esgrima La Plata | 13   | 6  | 1 | 6  | 18:19 | 13   |
| 8º     | CA Independiente            | 13   | 5  | 2 | 6  | 22:20 | 12   |
| 9º     | CA Platense                 | 13   | 5  | 2 | 6  | 22:24 | 12   |
| 10º    | Sportivo Barracas           | 13   | 5  | 2 | 6  | 20:23 | 12   |
| 11º    | Estudiantil Porteño         | 13   | 4  | 3 | 6  | 19:21 | 11   |
| 12º    | CA Tigre                    | 13   | 4  | 1 | 8  | 17:23 | 9    |
| 13º    | CA San Isidro               | 13   | 2  | 1 | 13 | 14:27 | 5    |
| 14º    | Estudiantes Buenos Aires    | 13   | 1  | 1 | 11 | 8:48  | 3    |

|  | Kampioen   |
|  | Degradatie |

#### Topschutter
| Speler              | Speler                      | Goals | Club        |
| ------------------- | --------------------------- | ----- | ----------- |
| Vlag van Argentinië | Alberto Andrés Marcovecchio | 16    | Racing Club |